# Plectrurus
Plectrurus es un género de ofidio de la familia Uropeltidae. Las  especies conocidas se distribuyen por la India.

## Especies
Listadas alfabéticamente:
- Plectrurus aureus Beddome, 1880
- Plectrurus canaricus (Beddome, 1870)
- Plectrurus guentheri Beddome, 1863
- Plectrurus perroteti Duméril, Bibron & Duméril, 1854